# Захариас, Бейб
Милдред Элла «Бейб» Дидриксон Захариас (англ. Mildred Ella "Babe" Didrikson Zaharias; 26 июня 1911, Порт-Артур, Техас — 27 сентября 1956, Галвестон, Техас) — американская легкоатлетка и гольфистка, двукратная чемпионка и призёр летних Олимпийских игр, победительница 41 турнира LPGA Тура.

## Ранние годы жизни
Милдред Элла Дидриксон родилась 26 июня 1911 года в городе Порт-Артур, Техас в семье норвежских иммигрантов. Когда ей было 4 года, ураган разрушил пригороды её города и её семья переехала в город Бомонт, Техас.
Повзрослев, она сменила свою фамилию на Дидриксон. За свои спортивные успехи в школе она получила прозвище «Бейб» в честь бейсболиста Бейба Рута. 23 декабря 1938 года она вышла замуж за американского профессионального рестлера греческого происхождения Джорджа Захариаса и взяла его фамилию. С тех пор она стала известна как Бейб Захариас.